# Viola dirphya
Viola dirphya är en violväxtart som beskrevs av A. Tiniakou. Viola dirphya ingår i släktet violer, och familjen violväxter. Inga underarter finns listade i Catalogue of Life.